# Elijah Mitrou-Long
Elijah Mitrou-Long (Mississauga, 15 dicembre 1996) è un cestista canadese naturalizzato greco.

## Biografia
È il fratello di Naz Mitrou-Long, anch'egli cestista.

## Palmarès
- Campione NIT (2019)